# Neotroponiscus vedadoensis
Neotroponiscus vedadoensis är en kräftdjursart som först beskrevs av David R. Boone 1918.  Neotroponiscus vedadoensis ingår i släktet Neotroponiscus och familjen Bathytropidae. Inga underarter finns listade i Catalogue of Life.